# Косиковецька волость
Косиковецька волость — історична адміністративно-територіальна одиниця Ушицького повіту Подільської губернії з центром у селі Косиківці.

## Склад волості
Станом на 1885 рік складалася з 14 поселень, 12 сільських громад. Населення — 9 392 осіб (4 610 чоловічої статі та 4 712 — жіночої), 1225 дворових господарства.
|                     | Площа, десятин | У тому числі орної, десятин |
| ------------------- | -------------- | --------------------------- |
| Сільських громад    | 6816           | 5728                        |
| Приватної власності | 8899           | 5235                        |
| Казенної власності  | —              | —                           |
| Іншої власності     | 368            | 338                         |
| Загалом             | 16083          | 10743                       |

Основні поселення волості:
- Косиківці — колишнє власницьке село за 18 верст від повітового міста, 689 осіб, 86 дворових господарств, волосне правління, православна церква, римо-католицька каплиця, заїжджий будинок, водяний млин, цегельня. За 5 верст  — винокурня.
- Борсуківці — колишнє власницьке село при річці Данилівка, 1101 осіб, 148 дворових господарств, православна церква, заїжджий будинок.
- Бучая — колишнє власницьке село при річці Ушиця та струмку Голова, 640 осіб, 141 дворових господарств, православна церква, школа, заїжджий будинок.
- Губарів — колишнє власницьке село при річці Ушиця, 605 осіб, 75 дворових господарств, православна церква, заїжджий будинок, водяний млин.
- Загоряни — колишнє власницьке село, 554 осіб, 82 дворових господарств.
- Зелені Курилівці — колишнє власницьке село, 1349 осіб, 180 дворових господарств, православна церква, заїжджий будинок, водяний та кінний млини.
- Косиковецький Яр — колишнє власницьке село при річці Ушиця, 115 осіб, 45 дворових господарств, водяний млин.
- Івашківці — колишнє власницьке село, 1229 осіб, 162 дворових господарств, православна церква, заїжджий будинок.
- Песець — колишнє власницьке село при річці Данилівка, 1264 осіб, 158 дворових господарств, православна церква, школа, заїжджий будинок, паровий та водяний млини, винокурня.
- Попівка — колишнє власницьке село при річці Левкова Долина, 304 осіб, 37 дворових господарств, кінний млин, винокурня.
- Сорокани (Сороківська Слобідка) — присілок Борсуківців, 70 осіб, 18 дворових господарств.
- Чугор — колишнє власницьке село при річці Ушиця, 580 осіб, 99 дворових господарств, православна церква, заїжджий будинок, водяний млин.
- Шебутинці — колишнє власницьке село при річці Данилівка, 518 осіб, 87 дворових господарств.
- Шелестяни — колишнє власницьке село, 553 осіб, 84 дворових господарств, православна церква, заїжджий будинок, водяний млин.

## Ліквідація волості
Друга сесія ВУЦВК VII скликання, яка відбувалася 12 квітня 1923 р., своєю постановою «Про новий адміністративно-територіальний поділ України» скасувала волості і повіти, замінивши їх районами. Села Косиківці та Косиковецький Яр ввійшли до складу Миньковецького району, села Зелені Курилівці та Чугор — до складу Староушицького району, Шебутинці — до Калюського району, а решта поселень — до складу Новоушицького району.
Після укрупнення районів всі населені пункти колишньої Косиковецької волості ввійшли до складу Новоушицького району.